# حب الشمس

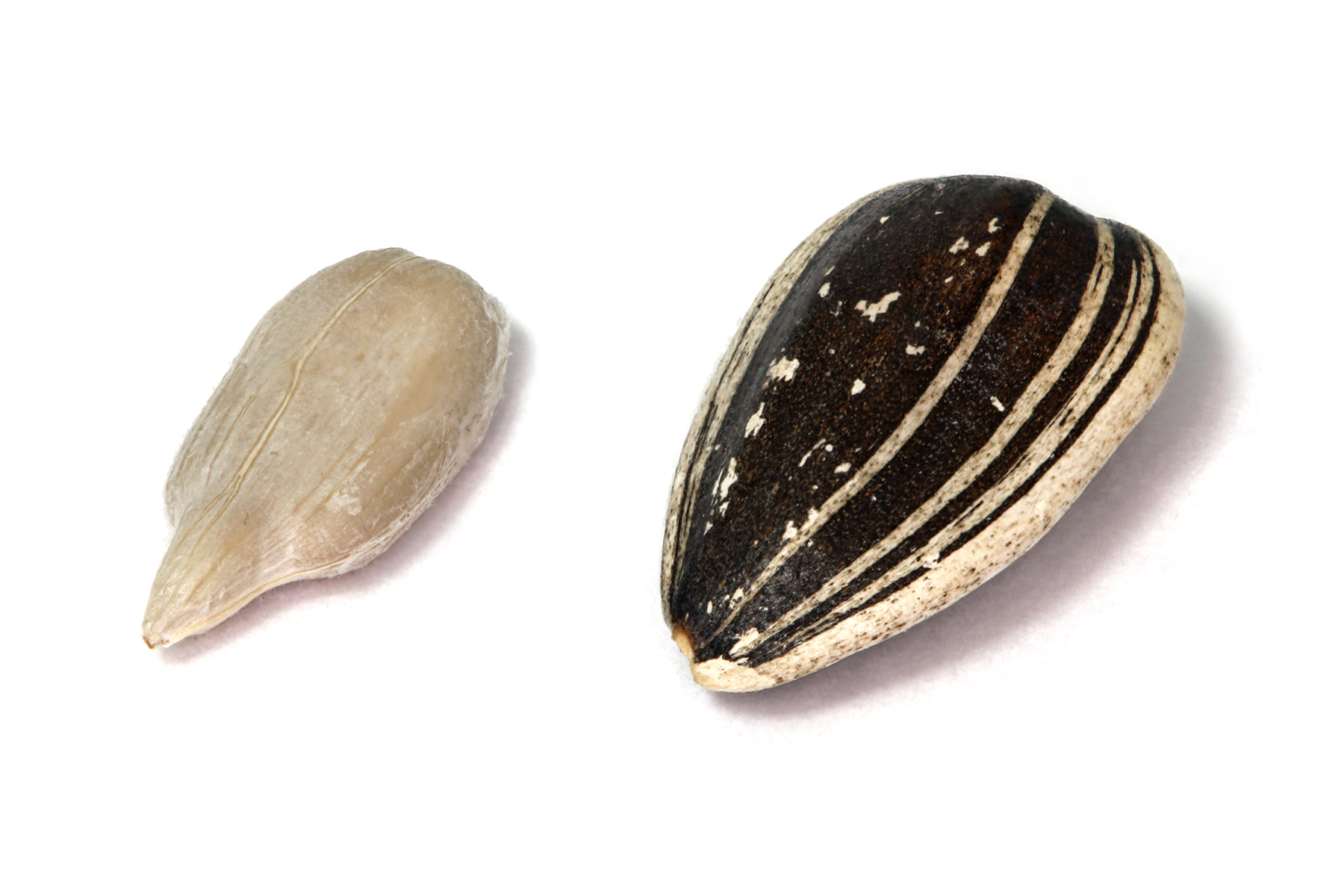
اليمين:الحبة كاملة، يسار:اللب

حب الشمس (بالإنجليزية: Sunflower seed)‏ أو بذور دوَّار الشمس أو بذور عباد الشمس هي تُأخذ من ثمرة دوَّار الشمس (Helianthus annuus). هناك ثلاثة أنواع من بذور دوَّار الشمس شائعة الاستخدام: بذور اللينوليك (الأكثر شيوعًا)، وبذور الأوليك عالية، وبذور دوَّار الشمس. لكل صنف مستوياته الفريدة من الدهون الأحادية غير المشبعة، والدهون المشبعة، والمتعددة غير المشبعة. تشير المعلومات الواردة في هذه المقالة بشكل أساسي إلى صنف اللينوليك.
للأغراض التجارية، عادةً ما تُصنف بذور دوَّار الشمس حسب النمط الموجود على قشورها. إذا كانت القشرة سوداء صلبة، فإن البذور تسمى بذور دوَّار الشمس بالزيت الأسود. قد يشار إلى المحاصيل باسم محاصيل بذور دوَّار الشمس الزيتية. عادة ما يتم عصر هذه البذور لاستخراج الزيت منها. تؤكل بذور دوَّار الشمس المخططة في المقام الأول كوجبة خفيفة.
مصطلح «بذور دوَّار الشمس» هو في الواقع تسمية خاطئة عند تطبيقه على البذرة في غلافها (بدن). من الناحية النباتية، إنها cypsela. عند إزالة القشور، يُطلق على الباقي الصالح للأكل نواة دوَّار الشمس أو القلب.
ثمرة نبتة زهرة الشمس أو بذور دوَّار الشمس وتسمى أيضا في بعض البلدان العربية بدوار القمر، سميت بهذا الاسم نظرًا لتتبعها لمسار الشمس طوال اليوم، وقد استخدمت زهور دوار الشمس منذ أكثر من 5000 سنة بواسطة الأمريكيين والأسبان، كما تم استعمالها في باقي الدول الأوروبية. وفي الفترة الحديثة أصبح استخدام بذور دوار الشمس على نطاق واسع.
تختلف مسميات البذور حسب البلدة، مثلا في الموصل تسمى «فستق المفاليس» بسبب رخص ثمنه في الأسواق، وفي دول الخليج يسمى باللب السوري.
قشر الحب مكون من السليولوز وتتحلل ببطئ. في بعض الأحيان يحرق القشر ويستخدم في الطاقة ككتلة حيوية.

## الإنتاج
تعتبر روسيا أكبر منتج لحب الشمس حيث يبلغ إنتاجها السنوي 6,280,000 طن.
| مرتبة | البلد            | 106 M/T | مساحة البلد (km²) |
| ----- | ---------------- | ------- | ----------------- |
| 1     | روسيا            | 6.3     | 17٬098٬242        |
| 2     | أوكرانيا         | 4.7     | 603٬700           |
| 3     | الأرجنتين        | 3.7     | 2٬780٬400         |
| 4     | الصين            | 1.9     | 9٬598٬086         |
| 5     | الهند            | 1.9     | 3٬166٬414         |
| 6     | الولايات المتحدة | 1.8     | 9٬629٬091         |
| 7     | فرنسا            | 1.5     | 632٬759           |
| 8     | المجر            | 1.3     | 93٬028            |
| 9     | رومانيا          | 1.3     | 238٬391           |
| 10    | تركيا            | 1.0     | 783٬562           |
| 11    | بلغاريا          | 0.9     | 110٬993           |
| 12    | جنوب إفريقيا     | 0.7     | 1٬221٬037         |
|       | الإنتاج العالمي  | 31.1    |                   |

في عام 2018، بلغ الإنتاج العالمي من بذور دوَّار الشمس 52 مليون طن، بقيادة أوكرانيا بنسبة 27٪ وروسيا بنسبة 25٪ من الإجمالي العالمي (الجدول). كما ساهمت الأرجنتين ورومانيا والصين بكميات كبيرة.
زراعة بذور دوار الشمس

## ظروف زراعتها
- يُزرع نبات دوَّار الشمس في المناطق الجافة، وتتراوح درجة الحرارة المثلي بين 18-25 درجة مئوية للنمو بشكل سليم.
- يمكن أن ينمو في مختلف أنواع التربة سواء كانت طينية أو رملية، ولكن يجب أن تكون التربة ذات تصريف جيد للماء، ولا تحتوي على نسبة ملوحة عالية ويعتمد في نموه بشكل كبير على عنصر النيتروجين.
- بالنسبة لموسم الزراعة فيُفضل زراعته في أواخر فصل الربيع وأوائل فصل الصيف ويحتاج من بين 70-200 يوماً لكي ينضج وتختلف المدة وفقاً لظروف زراعته.
- لا يحتاج إلى حراثة التربة عند زراعته، ولكن يجب التأكد من عدم وجود فراغات بجانب البذرة عند وضعها داخل الحفرة وإغلاق الحفرة جيداً حتى لا تجف البذور بالإضافة إلى حمايتها من الحشرات.

### الآفاتالتي يمكن أن تهاجم النبات
الديدان الخيطية: تنتشر بكثرة في الحقول المزروعة بالحبوب وتتغذي على البذور النابتة، أو الشتلات الصغيرة، مما يؤدي إلى ذبولها وموتها ويمكن الوقاية منها عن طريق رش المبيدات الحشرية.

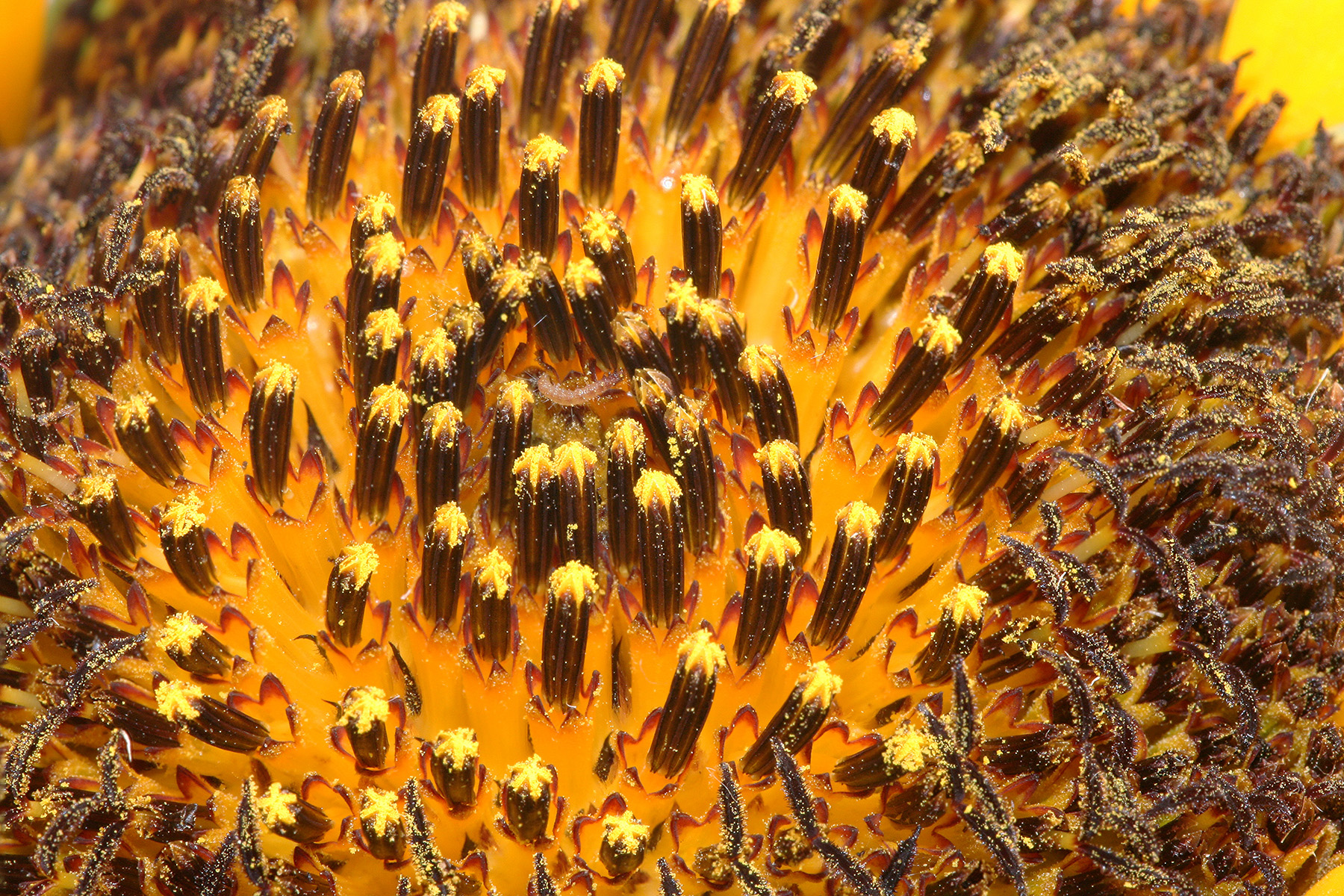
بذور دوار الشمس

### الحصاد:[3]
1. تكون البذور جاهزة للحصاد حينما تبدأ بالذبول وتصبح رؤوسها بنية اللون.
2. يتم ربط رأس نبات دوَّار الشمس بكيس ورقي لحماية البذور من تسلل الطيور والسناجب علاوة على منع سقوط البذور وفقدها، ويتم تغيير الكيس الورقي عند الحاجة.
3. يتم فصل الرأس عن دوَّار الشمس مع الاحتفاظ بالكيس الورقي، ثم يتم تعليقه بشكل مقلوب في منطقة تتمتع بالتهوية حتى تجف الحبوب وتبدأ في التساقط.
4. تستمر عملية التجفيف لمدة أربعة أيام وقد تطول قليلاً على حسب ظروف التجفيف، ولا يتم ابعاد الكيس حتى تصبح جميع البذور جاهزة للحصاد.[4]
5. ثم يتم جمع البذور عن طريق فرك رأس الزهرة بفرشاة حتى تسقط جميع البذور أو فرك رأسي زهرتين معاً وغسلها جيداً لتصفيتها من البكتيريا والأوساخ ثم تُجفف على منشفة أو منديل ورقي.
6. وتكون جاهزة للأكل بعد تمليحها وتحميصها وتُحفظ في وعاء محكم الغلق.

## إستعمالها
يتم تناول بذور دوَّار الشمس كوجبة خفيفة أكثر من تناولها كجزء من الوجبة. يمكن أيضًا استخدامها كزينة أو مكونات في وصفات مختلفة. يمكن بيع البذور كبذور غير مقشرة أو حبات منزوعة القشر. يمكن أيضًا أن تنبت البذور وتؤكل في السلطة.
عندما تتم معالجة البذور داخل القشرة، يتم تجفيفها أولاً. بعد ذلك، يمكن أيضًا تحميصها أو رشها بالملح أو الدقيق للحفاظ على النكهة.
تؤكل بذور دوَّار الشمس المباعة في الكيس إما «سادة» (مملحة فقط) أو مع مجموعة متنوعة من النكهات المضافة بواسطة صانعها بما في ذلك الشواء والمخلل والصلصة الحارة ولحم الخنزير المقدد والمزرعة وجبن الناتشو وغيرها.
تحظى بذور دوَّار الشمس بالقشرة بشعبية خاصة في دول البحر الأبيض المتوسط وأوروبا الشرقية وآسيا حيث يمكن شراؤها محمصة طازجة وعادة ما يتم استهلاكها كطعام في الشوارع، حيث يتم فتح الهيكل بالأسنان والبصق، بينما في العديد من البلدان، يمكن شراؤها طازجة معبأة بنكهات محمصة مختلفة. في الولايات المتحدة، عادة ما يأكلها لاعبو البيسبول كبديل لمضغ التبغ.

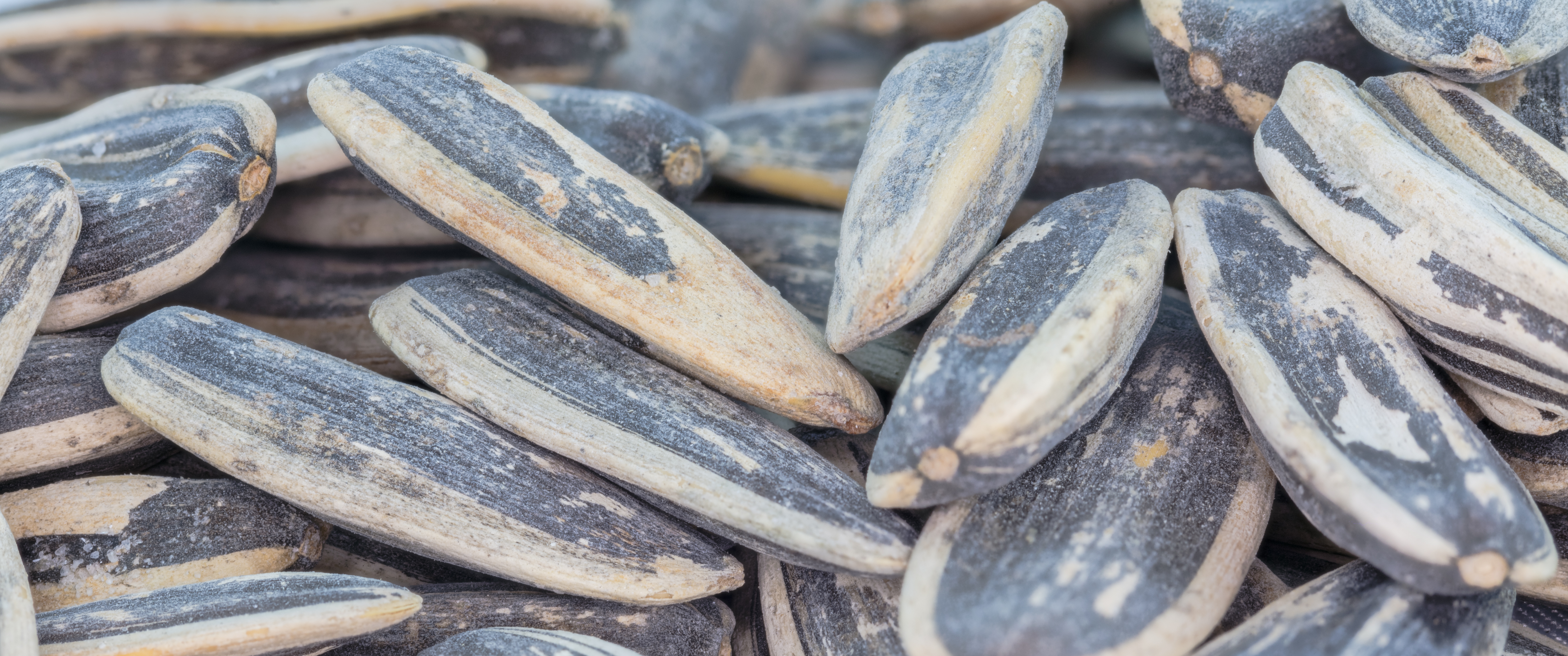
بذور دوار الشمس (اللب السوري)

تُباع الألباب منزوعة القشر ميكانيكيًا نيئة أو محمصة وتُضاف أحيانًا إلى الخبز والسلع المخبوزة الأخرى لنكهتها. يتم إنتاج بذور دوَّار الشمس الهشة عن طريق دمج الحبوب في حلوى السكر الصلبة. في بيلاروسيا وروسيا وأوكرانيا ورومانيا، تُستخدم البذور المطحونة المحمصة لصنع نوع من الحلاوة الطحينية. هناك أيضًا زبدة دوَّار الشمس، على غرار زبدة الفول السوداني، ولكن باستخدام بذور دوَّار الشمس بدلاً من الفول السوداني، وهو بديل شائع في المدارس للأطفال الذين يعانون من حساسية المكسرات. بصرف النظر عن الاستهلاك البشري، تُستخدم بذور دوَّار الشمس أيضًا كغذاء للحيوانات الأليفة والطيور البرية في صناديق وأكياس صغيرة.

### حيوانات تتغذي على بذور دوَّار الشمس[6]

#### 1-السنجاب
تأكل السناجب بذور دوَّار الشمس ويعد ثاني غذاء مفضل لها بعد الجوز.

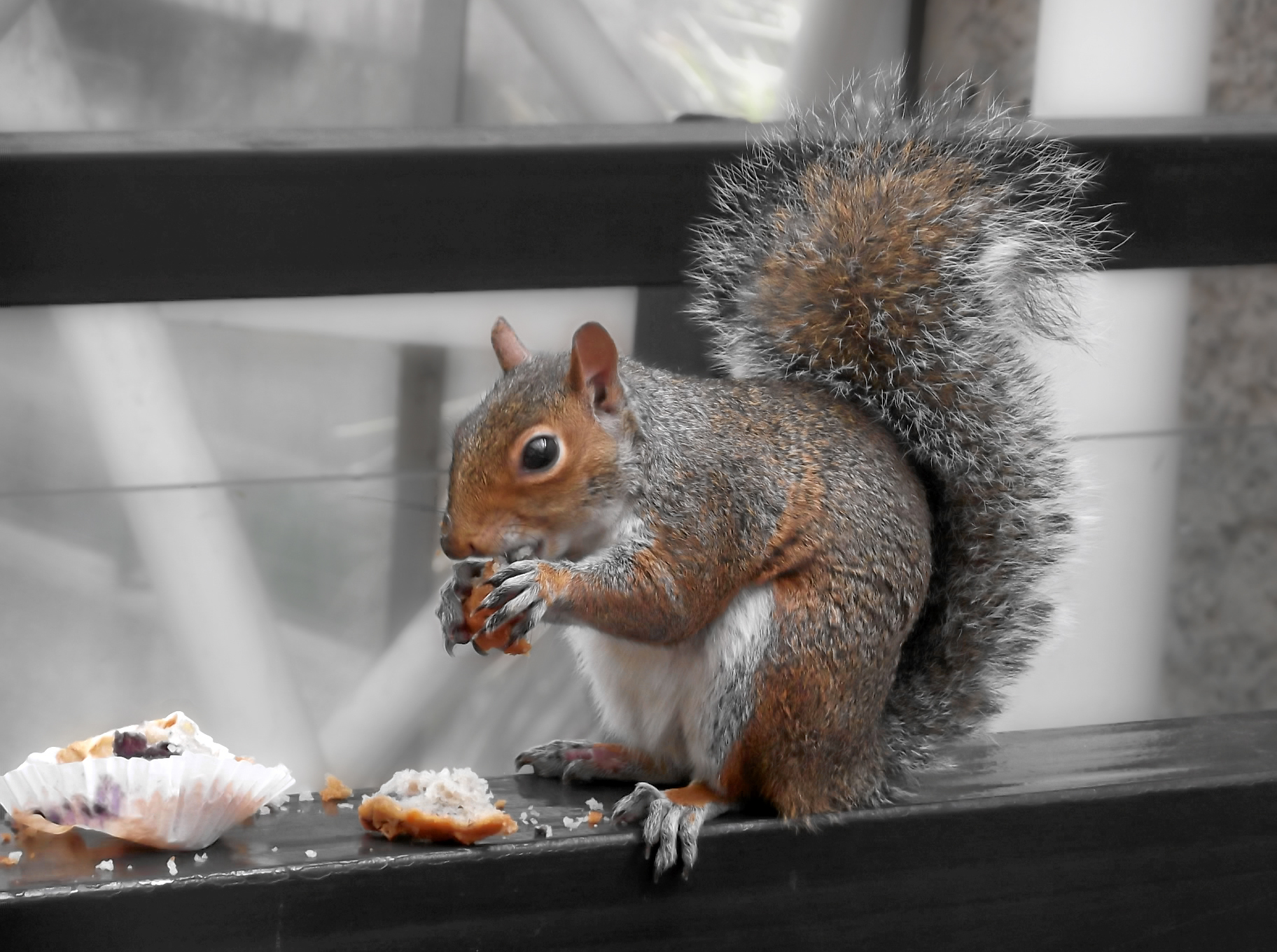
تأكل السناجب بذور دوَّار الشمس.

#### 2-الفئران
بذور دوَّار الشمس واحدة من الأطعمة التي يمكن أن تأكلها الفئران إذا كانت متاحة لها.

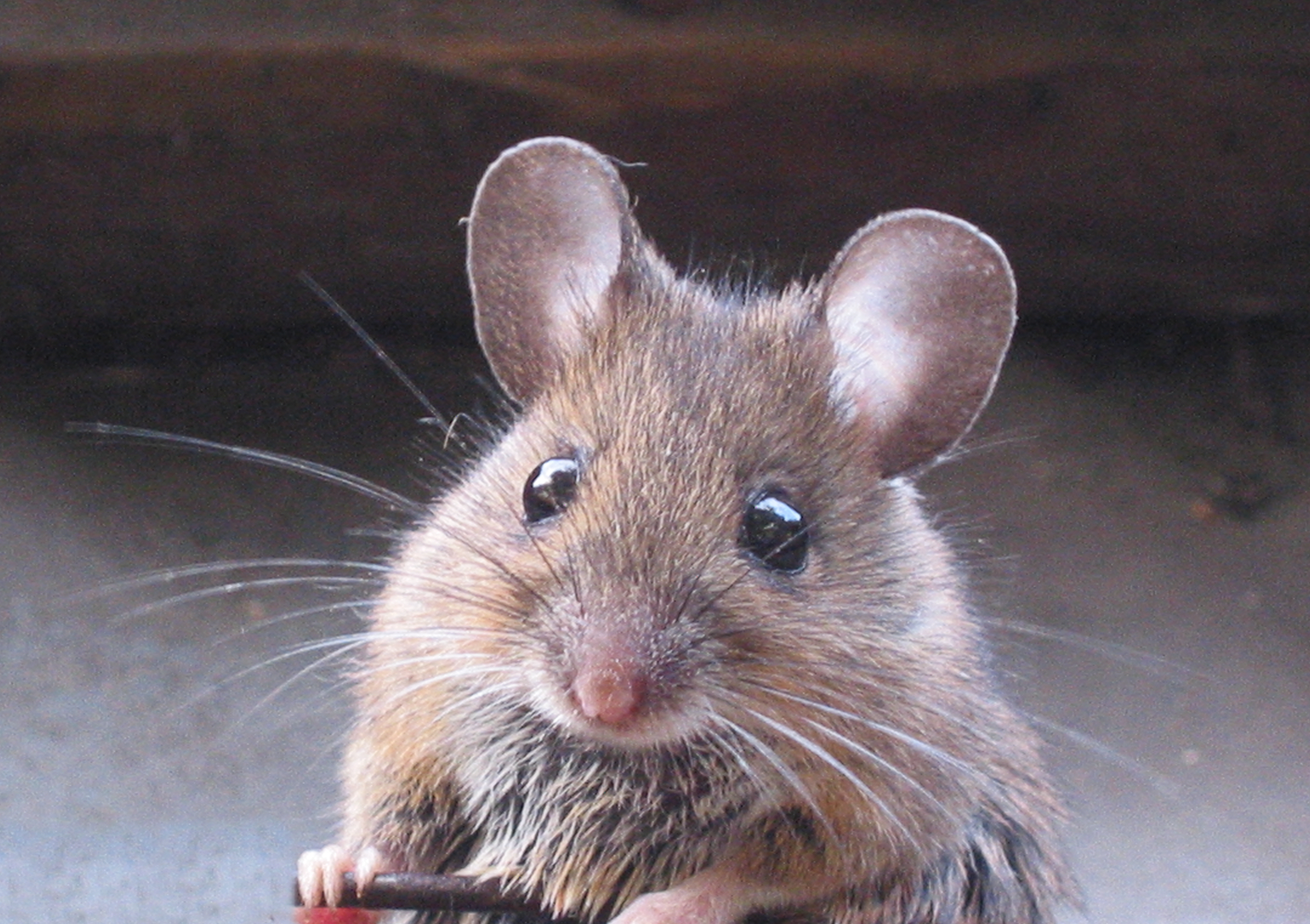
تأكل الفئران بذور دوَّار الشمس.

#### 3-الطيور

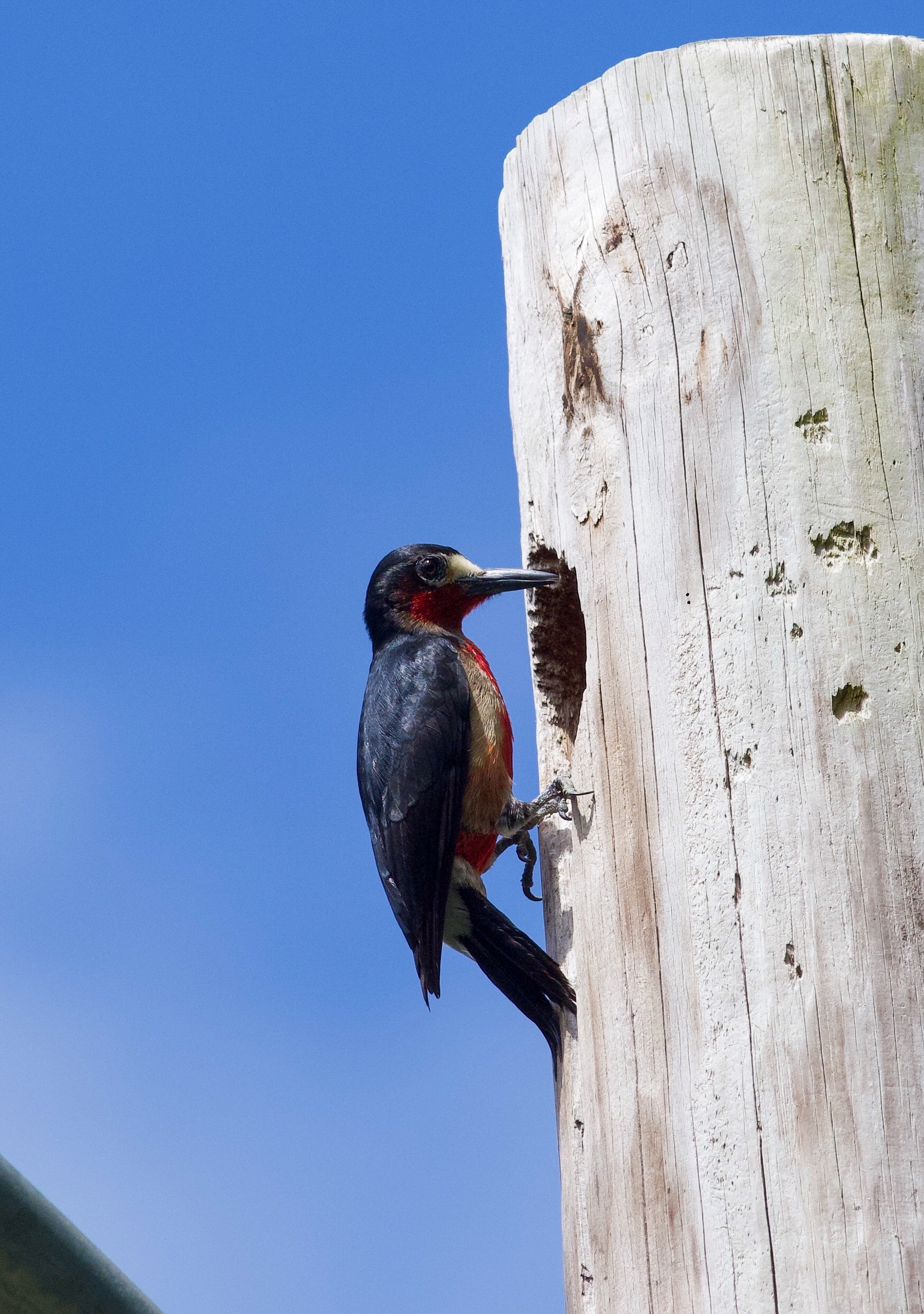
نقار الخشب

من أمثلة الطيور التي تتغذي على بذور دوَّار الشمس:

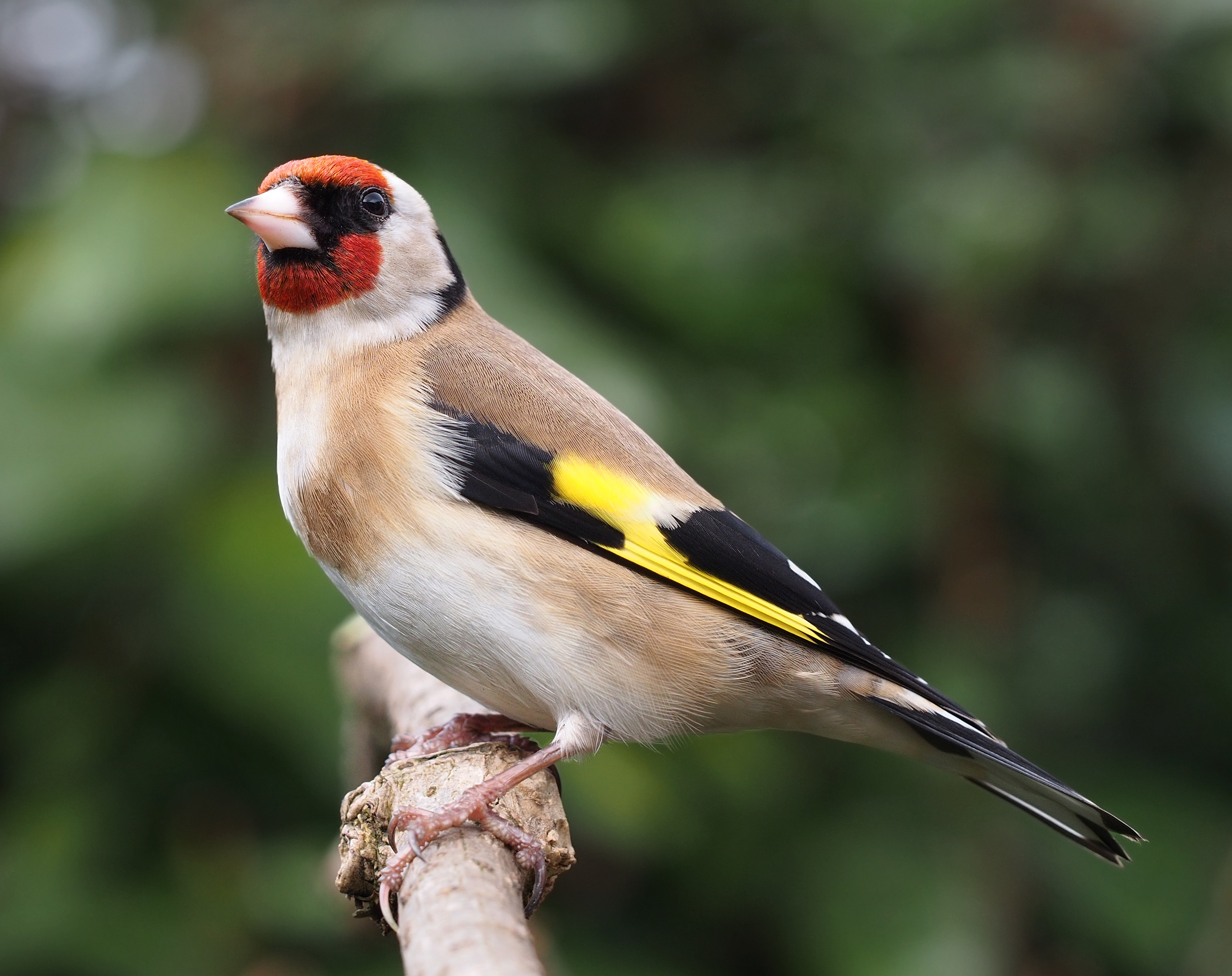
حسون أمريكي

- الحسَون الأمريكيحسون أمريكي
- نقار الخشبنقار الخشب
- طيور الزينة
- نقار الخشب أحمر الرأس
- حمامة الحداد
- مصلب المنقار الأحمر
- الببغاء

#### 4-النسناس

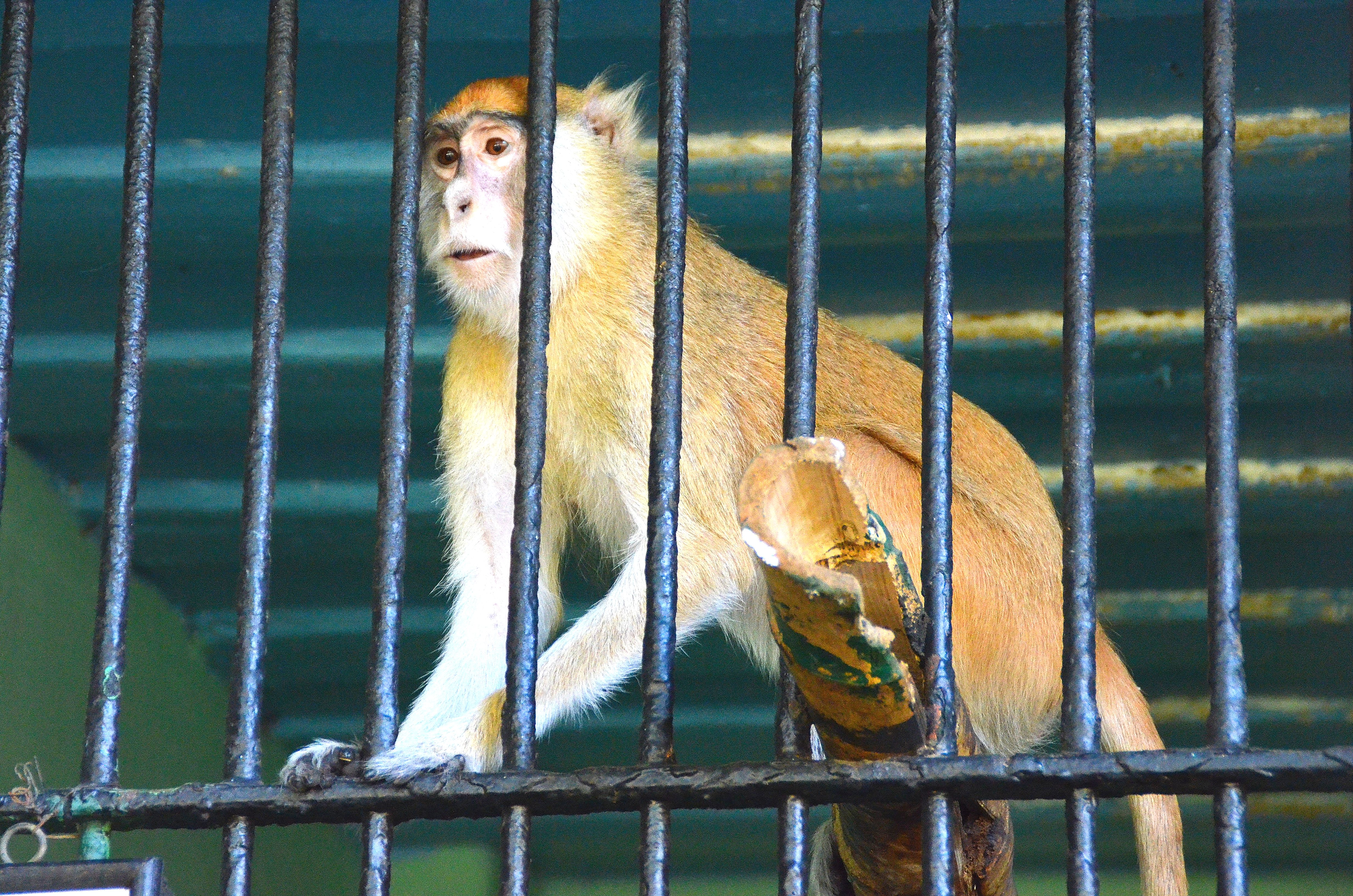
النسناس

#### 5- الدب الأسود

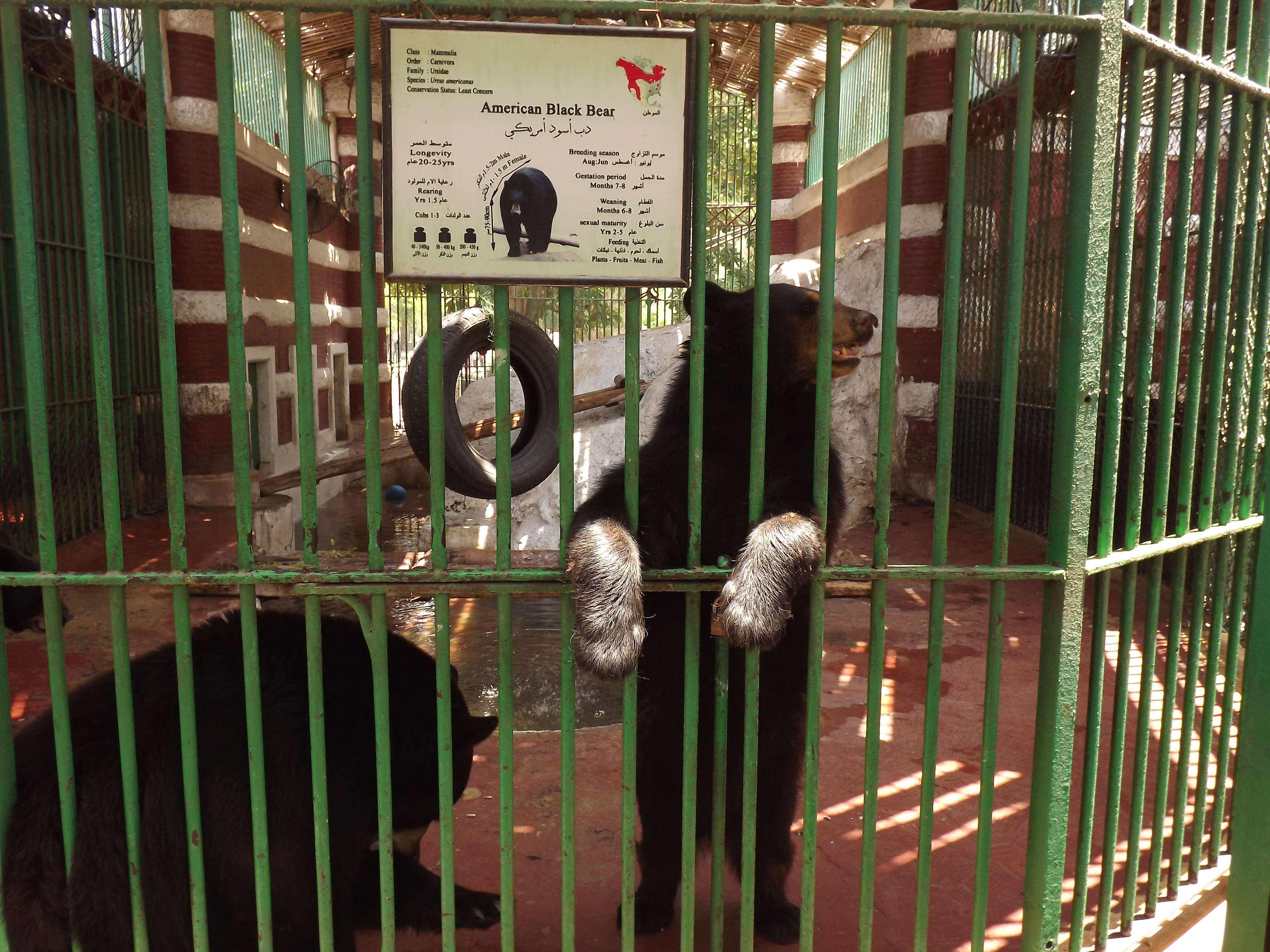
دب أسود

### التغذية
في حصة 100 جرام، توفر بذور دوَّار الشمس الكاملة المجففة 584 سعرة حرارية وتتكون من 5٪ ماء، 20٪ كربوهيدرات، 51٪ دهون إجمالية و21٪ بروتين (طاولة). البذور هي مصدر غني (20٪ أو أكثر من القيمة اليومية) للبروتين (42٪ DV) والألياف الغذائية (36٪ DV) والعديد من فيتامينات B (23-129٪ DV) وفيتامين E (234٪) DV). تحتوي البذور أيضًا على مستويات عالية من المعادن الغذائية، بما في ذلك المغنيسيوم والمنغنيز والفوسفور والحديد والزنك (40-94٪ DV).
نصف الحصة 100 جرام عبارة عن دهون، خاصة الدهون الأحادية غير المشبعة والدهون المتعددة غير المشبعة، وخاصة حمض اللينوليك. بالإضافة إلى ذلك، تحتوي البذور على فيتوسترولس الذي قد يساهم في خفض مستويات الكوليسترول في الدم.

### زيت مضغوط
على مدى عقود، أصبح زيت دوَّار الشمس شائعًا في جميع أنحاء العالم. يمكن استخدام الزيت كما هو، أو يمكن معالجته إلى سمن غير مشبع متعدد. يُستخرج الزيت عادةً عن طريق الضغط الشديد على بذور دوَّار الشمس وجمع الزيت. يتم استخدام الكعكة الغنية بالبروتين المتبقية بعد معالجة البذور للزيت كعلف للماشية.
يحتوي زيت دوَّار الشمس الأصلي (زيت دوَّار الشمس اللينوليك) على نسبة عالية من الأحماض الدهنية المتعددة غير المشبعة (حوالي 68٪ حمض اللينوليك) ومنخفض في الدهون المشبعة، مثل حمض البالمتيك وحمض دهني. ومع ذلك، فقد تم تطوير أنواع هجينة مختلفة لتغيير صورة الأحماض الدهنية للمحصول لأغراض مختلفة.

## القشرة الخارجية
القشور الخارجية لبذور الشمس أو الأصداف والمكونة في الغالب من السليلوز، تتحلل ببطء ويمكن حرقها كوقود للكتلة الحيوية. تحتوي قشور دوَّار الشمس من دوَّار الشمس المزروع (Helianthus annuus) على مركبات أليلوباثية سامة للأعشاب والغالبية العظمى من نباتات الحدائق المزروعة. لا يتأثر سوى عدد قليل من نباتات الحدائق، مثل زنابق النهار، بالمركبات الأليلوباثية الموجودة في أجسام دوَّار الشمس.

## طريقة تناولها

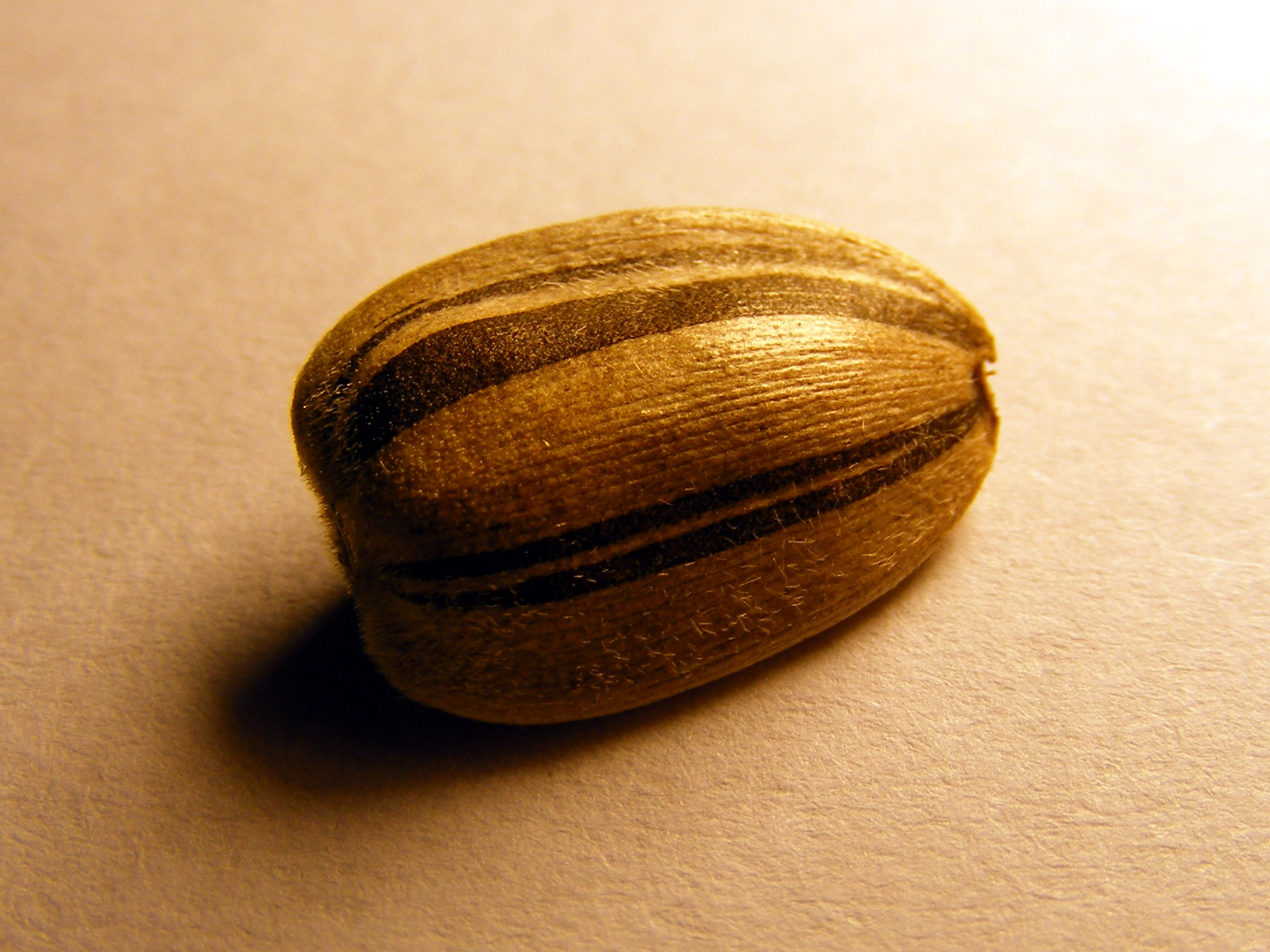
حبة من صنف آخر ذو خطوط طويلة

يتم عادة تحميص الحب ويملح، وفي بلاد الشام يضاف له الليمون لإضافة مذاق حامض تاكل حبة الشمس في كثير من دول حوض المتوسط وبعض الدول الآسيوية ودول شرق أوروبا. مثلا في ماليزيا يباع الحب في الملاعب الرياضية ودور السينما ومن بين أكثر الدول العربية استهلاكا لحبة الشمس المغرب وهي تباع في الشوارع والأزقة وثمنها رخيص جدا.

## فوائدها

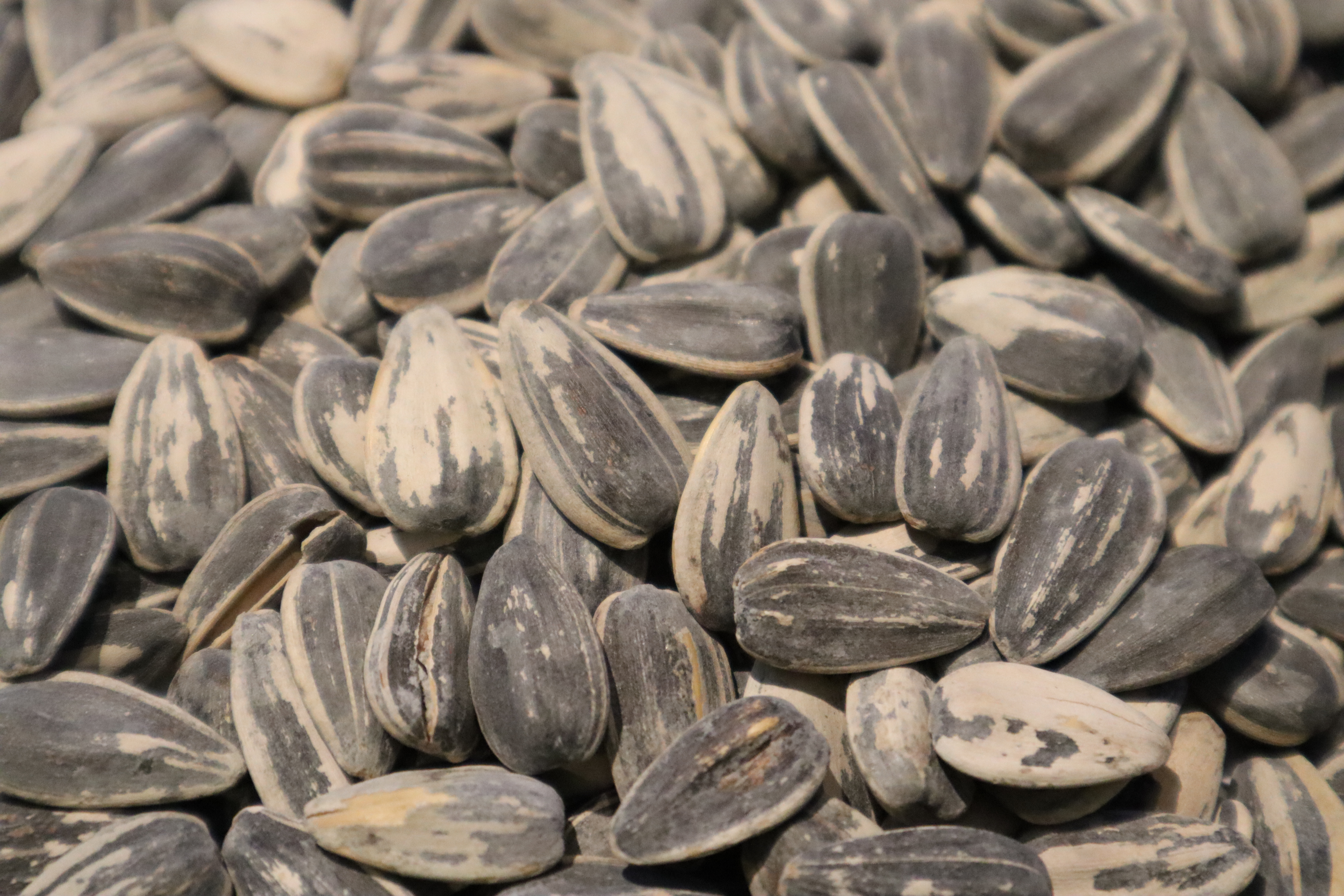
بذور دوَّار الشمس الكاملة

يحتوى الحب على حمض زيت الكتان (وهي إحدى الأحماض الدهنية المهمة) وتحتوي أيضا على ألياف غذائية وبروتين وحمض أميني وحمض الفوليك ومعادن مثل (الزنك، والنحاس، والحديد، والمغنيسيوم، والفسفور). وتعتبر مصدر جيد للفيتامينات وتحديدا فيتامين ب1 وفيتامين بي5.